# Strother Martin
Strother Martin est un acteur américain, né le 26 mars 1919 à Kokomo, Indiana (États-Unis) et mort le 1er août 1980 à Thousand Oaks (Californie).

## Filmographie

### Cinéma
- 1950 : L'Esclave du gang (The Damned Don't Cry) : Springboard diver (non crédité)
- 1950 : Quand la ville dort (The Asphalt Jungle) de John Huston : William Doldy (non crédité)
- 1951 : Rhubarb, le chat millionnaire (Rhubarb) : Michael 'Shorty' McGirk (non crédité)
- 1951 : Le peuple accuse O'Hara (The People Against O'Hara) : Bit Part (non crédité)
- 1951 : La Charge victorieuse (The Red Badge of Courage) de John Huston : Corporal (non crédité)
- 1952 : Androclès et le Lion (Androcles and the Lion) de Chester Erskine et Nicholas Ray : Soldat (non crédité)
- 1952 : Tempête sur le Tibet (Storm Over Tibet) d'Andrew Marton : Le copilote
- 1953 : Le Monstre magnétique (en) (The Magnetic Monster) de Curt Siodmak et Herbert L. Strock : Le copilote
- 1953 : Le Bagarreur du Pacifique (South Sea Woman) d'Arthur Lubin : Le fusilier marin à l'audience à la cour martiale (non crédité)
- 1954 : Alerte à Singapour (World for Ransom) de Robert Aldrich : Le caporal (non crédité)
- 1954 : Une étoile est née (A Star Is Born) de George Cukor : Delivery boy (non crédité)
- 1954 : L'Aigle solitaire (Drum Beat) de Delmer Daves : Scotty
- 1954 : Le Calice d'argent (The Silver Chalice) de Victor Saville : Père (non crédité)
- 1954 : Prisonnier de guerre (Prisoner of War) d'Andrew Marton : Man on Crutches (non crédité)
- 1955 : Strategic Air Command d'Anthony Mann : Airman (non crédité)
- 1955 : En quatrième vitesse (Kiss Me Deadly) de Robert Aldrich : Harvey Wallace
- 1955 : Le Grand Couteau (The Big Knife) de Robert Aldrich : Stillman (non crédité)
- 1955 : Dix Hommes pour l'enfer (Target Zero) de Harmon Jones : Pvt. Dan O'Hirons (non crédité)
- 1956 : World Without End d'Edward Bernds : Nihka (non crédité)
- 1956 : Johnny Concho de Don McGuire : Townsman (non crédité)
- 1956 : Attaque (Attack!) de Robert Aldrich : Sergent Ingersol
- 1956 : The Black Whip de Charles Marquis Warren : Thorny
- 1957 : L'Homme au bandeau noir (Black Patch) de : Député Petey Walker
- 1957 : Tragique Odyssée (Copper Sky) de Charles Marquis Warren : Pokey
- 1958 : Cow-boy (Cowboy) de Delmer Daves : Le conducteur du train mort d'une morsure de serpent (non crédité)
- 1959 : Quelle vie de chien ! (The Shaggy Dog) de Charles Barton : Thurm
- 1959 : Le Bagarreur solitaire (The Wild and the Innocent), de Jack Sher : Ben Stocker
- 1959 : Les Cavaliers (The Horse Soldiers) de John Ford : Virgil, le deserteur rebelle
- 1961 : Sanctuaire (Sanctuary) de Tony Richardson : Dog Boy
- 1961 : New Mexico (The Deadly Companions) de Sam Peckinpah : Parson
- 1962 : L'Homme qui tua Liberty Valance (The Man Who Shot Liberty Valance) de John Ford : Floyd
- 1963 : Le Grand McLintock (McLintock!) d'Andrew V. McLaglen : Agard
- 1963 : Le Collier de fer (Showdown) : Charlie Reeder
- 1964 : Le Mercenaire de minuit (Invitation to a Gunfighter) de Richard Wilson : Fiddler
- 1965 : Brainstorm (en) de William Conrad : M. Clyde
- 1965 : Les Prairies de l'honneur (Shenandoah) d'Andrew V. McLaglen : Un ingénieur du train
- 1965 : Les Quatre Fils de Katie Elder (The Sons of Katie Elder) d'Henry Hathaway : Jeb Ross
- 1966 : Détective privé (Harper) de Jack Smight : Claude, le leader du culte
- 1966 : Nevada Smith d'Henry Hathaway : Barney Strother (non crédité)
- 1966 : An Eye for an Eye de Michael D. Moore (sous le nom de Michael Moore) : Trumbull the Fink
- 1967 : Une sacrée fripouille (The Flim-Flam Man) d'Irvin Kershner : Storekeeper Lovick
- 1967 : Luke la main froide (Cool Hand Luke) de Stuart Rosenberg : Un capitaine
- 1969 : Cent Dollars pour un shérif (True Grit) d'Henry Hathaway : Col. G. Stonehill
- 1969 : La Horde sauvage (The Wild Bunch) de Sam Peckinpah : Coffer
- 1969 : Butch Cassidy et le Kid (Butch Cassidy and the Sundance Kid) de George Roy Hill : Percy Garris
- 1970 : Un nommé Cable Hogue (The Ballad of Cable Hogue) de Sam Peckinpah : Bowen
- 1971 : Red Sky at Morning (en) de James Goldstone : John Cloyd
- 1971 : The Brotherhood of Satan de Bernard McEveety : Doc Duncan
- 1971 : Le Rendez-vous des dupes (Fools' Parade) d'Andrew V. McLaglen : Lee Cottrill
- 1971 : Un colt pour trois salopards (Hannie Caulder) de Burt Kennedy : Rufus Clemens
- 1972 : Les Indésirables (Pocket Money) de Stuart Rosenberg : Bill Garrett
- 1973 : SSSSnake (Sssssss) de Bernard L. Kowalski : Dr Carl Stoner
- 1975 : Le Bagarreur (Hard Times) de Walter Hill : Poe
- 1975 : Une bible et un fusil (Rooster Cogburn) de Stuart Millar : Shanghai McCoy
- 1976 : Un cow-boy en colère (The Great Scout & Cathouse Thursday) de Don Taylor : Billy
- 1977 : La Castagne (Slap Shot) de George Roy Hill : Joe McGrath
- 1978 : Suicidez-moi docteur (The End) de Burt Reynolds : Dr Waldo Kling
- 1978 : Faut trouver le joint (Up in Smoke) de Lou Adler : Arnold Stoner
- 1979 : Le Champion (The Champ) de Franco Zeffirelli : Riley
- 1979 : Morsures (Nightwing) d'Arthur Hiller : Selwyn
- 1979 : Cactus Jack (The Villain) d'Hal Needham : Parody Jones
- 1979 : Avec les compliments de Charlie (Love and Bullets) de Stuart Rosenberg : Louis Monk
- 1980 : Tajna Nikole Tesle de Krsto Papić : George Westinghouse
- 1980 : Hotwire de Frank Q. Dobbs : The Weasel

### Télévision

#### Série télévisée
- 1951 : Stars Over Hollywood (saison, épisode  : Prison Doctor)
- 1951 - 1952 : Fireside Theatre (en)
  - (saison, épisode  : The Sheriff)
  - (saison, épisode  : Sound in the Night)
  - (saison, épisode  : The Gentleman from LePorte)
  - (saison, épisode  : Hottest Day of the Year)
- 1952 : Dangerous Assignment (saison, épisode  : The Venetian Story) : Riri
- 1952 : Big Town (saison, épisode  : The Hero) : Paul Evans / Eddie Benson
- 1952 : Chevron Theatre
  - (saison, épisode  : The Trail)
  - (saison, épisode  : Munghara)
- 1952 : Badge 714 (Dragnet) (saison 1, épisode 09 : The Big Blast)
- 1952 : Invitation Playhouse: Mind Over Murder :
  - (saison, épisode  : If Memory Serve)
  - (saison, épisode  : Romance)
- 1953 : Four Star Playhouse (saison, épisode  : The Witness) : Tom Blair (as Strather Martin)
- 1953 : Hollywood Opening Night (saison, épisode  : The Invited Seven)
- 1953 : Four Star Playhouse (saison 2, épisode 05 : The Witness) : Tom Blair
- 1953 - 1956 : Schlitz Playhouse of Stars :
  - (saison, épisode  : The Roustabout)
  - (saison, épisode  : Part of the Game) : Bellhop
  - (saison, épisode  : The Governess) : M. Ralph
- 1954 : Studio 57 (saison, épisode  : The Traveling Room) : Pete Dutton
- 1954 : The Lone Wolf (en) (saison, épisode  : The Boy Story) : Nick Davis
- 1954 : Treasury Men in Action (saison, épisode  : The Case of the Careless Murder)
- 1955 : The Man Behind the Bridge (saison, épisode  : The Case of the Wholesale Burglaries) : Frère Daniel
- 1955 : Stage 7 :
  - (saison, épisode  : Fox Hunt) : Pete
  - (saison, épisode  : Armed) : Lieutenant Bob Handley
- 1955 : Crossroads (saison, épisode  : Shadow of God) : Landry Kersh
- 1955 : Calvacade of America (saison, épisode  : Barbed Wire Christmas) : Wilkins
- 1956 : Crusader (saison 1, épisode 28 : Big Sneak) : Ray Dutcher
- 1956 : Frontier :
  - (saison, épisode  : Patrol) : Lee
  - (saison, épisode  : The Well) : Mayes
- 1956 : I Love Lucy (saison 6, épisode 06 : Off to Florida) : Le serveur du café
- 1956 - 1957 : Lassie : Lem Boots
  - (saison 2, épisode 33 : The Marauder)
  - (saison 3, épisode 03 : Quarantine)
  - (saison 3, épisode 33 : The Nest)
- 1956 - 1958 : General Electric Theater :
  - (saison, épisode  : Silent Ambush) : Obie
  - (saison, épisode  : H.M.S. Marlborough Will Enter Port) : Gunnery Officer Daly
- 1956 - 1974 : Gunsmoke (11 épisodes) : Gene Bunch / Billy / Timble / Ben Snow
- 1957 : The Gray Ghost (saison, épisode  : Reconnaissance Mission) : Michael
- 1957 : Telephone Time (saison, épisode  : Elfego Baca)
- 1957 : The New Adventures of Charlie Chan (saison, épisode  : Blind Man's Bluff) : Tomar
- 1957 : Zane Grey Theater (saison, épisode  : The Necessary Breed) : Joby
- 1957 : The Millionaire (en) (saison, épisode  : The Jerry Patterson Story) : Pete Hill
- 1957 : Matinee Theatre (saison, épisode  : Journey into Darkness) : Phil
- 1957 : The Web (saison 1, épisode 10 : The Man Below)
- 1957 - 1958 : La Flèche brisée (Broken Arrow) :
  - (saison 1, épisode 15 : Apache Dowry) : Renton
  - (saison 2, épisode 19 : Shadow of Cochise) : Joe Roman
- 1957 - 1958 : The Lineup :
  - (saison 3, épisode 34 : The Unwelcome Visitor Case)
  - (saison 4, épisode 31 : The High Fashion Case)
- 1957 - 1962 : Have Gun - Will Travel :
  - (saison, épisode  : Lazarus) : Boise Peabody
  - (saison, épisode  : One Came Back) : A. Carew
  - (saison, épisode  : High Wire) : Dooley Delaware
  - (saison, épisode  : A Matter of Ethics) : Fred Coombs
- 1958 : Navy Log (en) (saison, épisode  : The Draft Dodger) : D'Amico
- 1958 : Playhouse 90 (saison 2, épisode 31 : Bitter Heritage) : Earle Wheeler
- 1958 : Panic! (saison 2, épisode 03 : Fire Lookout Post) : Hank Judson
- 1958 : The Walter Winchell File (saison, épisode  : Exclusive Story: File #31) : Little Julie
- 1958 : Man Without a Gun (saison, épisode  : The Sealed Envelope)
- 1958 : Trackdown (saison, épisode  : A Stone for Benny French) : Benny French
- 1958 : Jefferson Drum (saison, épisode  : Pete Henke) : Pete Henke
- 1958 : Boots and Saddles (saison, épisode  : The Strange Death of Trooper Jones) : Slocum
- 1958 : The Adventures of Jim Bowie (saison, épisode  : The Close Shave) : Leopold Vaupel
- 1959 : Black Saddle (saison, épisode  : Client: Mowery) : Pit Thatcher
- 1959 : The Texan (en) (saison, épisode  : No Place to Stop) : Polk Blackston
- 1959 : Whirlybirds (saison, épisode  : Without a Net) : 'The Great Herman'
- 1959 : The Rebel (saison, épisode  : Johnny Yuma) : Jess, député
- 1959 : Lawman (saison, épisode  : The Hunch) : Jack Foley
- 1959 - 1960 : Hotel de Paree (29 épisodes) : Aaron Donager
- 1959 et 1965 : Rawhide :
  - (saison 2, épisode 08 : Les Collines hantées) : Meeker
  - (saison 7, épisode 30 : La Veuve noire) : Bates
- 1961 : The Americans (saison, épisode  : The Guerrillas) : Wadd
- 1961 : The Law and Mr. Jones (saison, épisode  : Lincoln)
- 1961 : La Quatrième Dimension (The Twilight Zone) (saison 3, épisode 07 : Vengeance d'outre tombe) : Mothershed
- 1961 - 1965 : Perry Mason (première série) :
  - (saison 5, épisode 12 : The Case of the Brazen Bequest) : Pete Gibson
  - (saison 6, épisode 11 : The Case of the Fickle Filly) : Joe Mead
  - (saison 7, épisode 03 : The Case of the Drowsy Mosquito) : Gerald Sommers
  - (saison 9, épisode 07 : The Case of the Hasty Honeymooner) : Roy Hutchinson
- 1962 : Le Gant de velours (The New Breed) : Benny Kohler
  - (saison 1, épisode 18 : Policemen Die Alone: Part I)
  - (saison 1, épisode 19 : Policemen Die Alone: Part II)
- 1962 : The Dick Powell Show (en) (saison, épisode  : Pericles on 31st Street)
- 1962 : Outlaws (en) (saison, épisode  : Ride the Man Down) : Garvey
- 1962 : Pete and Gladys (saison, épisode  : The Chocolate Cake Caper) : Harold Horton
- 1962 : Stoney Burke (saison 1, épisode 07 : Sidewinder) : Buckley
- 1962 : Ben Casey :
  - (saison, épisode  : The Fireman Who Raised Rabbits) : Calvin 'Rabbits' Ross
  - (saison, épisode  : Imagine a Long Bright Corridor) : Adam Raemecker
- 1963 : 77 Sunset Strip (saison 5, épisode 16 : Terror in Silence) : Charles Sloane
- 1963 : The Dakotas (saison, épisode  : Walk Through the Badlands) : Private Anton Copang
- 1963 : Glynis (saison, épisode  : Ten Cents a Dance) : Le costumier de la salle de danse
- 1964 : Le Fugitif (The Fugitive) (première série)  (saison 2, épisode 14 : Devil's Carnival) : Shirky Saulter
- 1964 : The Lieutenant (saison, épisode  : Gone the Sun) : Taxi Driver
- 1964 - 1972 : Bonanza :
  - (saison 5, épisode 26 : Le Cousin Muley Jones) : Yuri
  - (saison 7, épisode 08 : Meredith Smith) : Little Meredith Smith
  - (saison 11, épisode 03 : The Silence at Stillwater) : Lonnie Stern
  - (saison 12, épisode 12 : Les Imposteurs) : Joad Bruder
  - (saison 13, épisode 23 : Le Plus Jeune des frères Younger) : Cole Younger
- 1964 - 1967 : Les Aventuriers du Far West (Death Valley Days) :
  - (saison 12, épisode 19 : The Bigger They Are) : Arkie Monson
  - (saison 13, épisode 08 : There Was Another Dalton Brother) : Charlie Neal
  - (saison 14, épisode 24 : The Four Dollar Law Suit)
  - (saison 15, épisode 15 : Silver Tombstone) : Ed Schieffelin
- 1965 : Kentucky Jones (saison, épisode  : Most Precious Gold) : Boney Benton
- 1965 : Profiles in Courage (saison, épisode  : Charles Evans Hughes)
- 1965 : The Dick Van Dyke Show (saison, épisode  : Baby Fat) : Harper Worthington Yates
- 1965 et 1970 : Le Virginien (The Virginian) :
  - (saison 4, épisode 04 : The Claim) : Finley
  - (saison 8, épisode 15 : You Can Lead a Horse to Water) : Luther Watson
- 1966 : Jesse James (The Legend of Jesse James) (saison 1, épisode 20 : Return to Lawrence) : Meeker
- 1966 : A Man Called Shenandoah (saison, épisode  : Aces and Kings) : Un cowboy
- 1966 : Perdus dans l'espace (Lost in Space) (saison 2, épisode 01 : Blast Off Into Space) : Nerim
- 1966 : The Rounders : Cousin Fletch
  - (saison, épisode  : Low Moon at Hi Lo)
  - (saison, épisode  : Horse of a Different Cutter)
- 1966 - 1967 : La Grande Vallée (The Big Valley) :
  - (saison 2, épisode 07 : Target) : Dan'l Hawkes
  - (saison 2, épisode 23 : Brother Love) : Fludd
- 1966 - 1967 : Le Cheval de fer (The Iron Horse) :
  - (saison 1, épisode 06 : Broken Gun) : Johnny Burke
  - (saison 2, épisode 01 : Diablo) : Applegate
- 1967 : Tarzan :
  - (saison 1, épisode 24 : To Steal the Rising Sun) : Capitaine Boggs
  - (saison 2, épisode 11 : Mountains of the Moon: Part 1) : O'Keefe
  - (saison 2, épisode 12 : Mountains of the Moon: Part 2) : O'Keefe
- 1967 : L'Île aux naufragés (Gilligan's Island) (saison 3, épisode 16 : Prenez défi) : Grady Couts
- 1967 : The Road West (en) (saison, épisode  : A Mighty Hunter Before the Lord) : Grady Couts
- 1967 : Les Envahisseurs (The Invaders) (saison 1, épisode 15 : L'Astronaute) : Charlie Coogan
- 1967 - 1968 : The Guns Of Will Sonnett :
  - (saison, épisode  : Joby) : Joby
  - (saison, épisode  : Message at Noon) : Harvey Bains
- 1968 : Mon ami Ben (Gentle Ben) (saison 1, épisode 17 : The Opportunist) : Reed Olmstock
- 1968 : Match contre la vie (Run for Your Life) (saison 3, épisode 17 : One Bad Turn) : Holly Amberton
- 1968 : He & She (saison, épisode  : The White Collar Worker) : M. Anderson
- 1968 : The Danny Thomas Hour (en) (saison, épisode  : One for My Baby) : Paul Rooney
- 1968 : Opération vol (It Takes a Thief) (saison 1, épisode 10 : Le Camée de Pétrovie) : Willard Knox
- 1969 : Doris comédie (The Doris Day Show) : Tyrone Lovey
  - (saison 1, épisode 14 : Love a Duck)
  - (saison 1, épisode 16 : The Clock) :
- 1969 : Daniel Boone (saison 6, épisode 11 : The Terrible Tarbots) : Tarbot
- 1969 : Les Règles du jeu (The Name of the Game) (saison 2, épisode 06 : Goodbye Harry) : Nanyface
- 1970 : Docteur Marcus Welby (Marcus Welby M.D.) (saison 1, épisode 20 : Nobody Wants a Fat Jockey) : Terry Riggs
- 1970 : Love, American Style (saison 2, épisode 02 : Love and the Nurse/Love and the Old Boyfriend) : Dennis Wright (segment "Love and the Old Boyfriend")
- 1972 : Nichols (saison, épisode  : Zachariah) : Zacharia
- 1973 : Disney Parade : Buckshot
  - (saison, épisode  : The Boy and the Bronc Buster: Part 1)
  - (saison, épisode  : The Boy and the Bronc Buster: Part 2)
- 1973 - 1974 : Hawkins : R.J. Hawkins
  - (saison, épisode  : Murder on the Thirteenth Floor)
  - (saison, épisode  : Murder in Movieland)
  - (saison, épisode  : Hawkins on Murder)
- 1974 : The Rookies (saison 2, épisode 18 : The Teacher) : Professeur
- 1974 : La Barbe à papa (saison, épisode  : Visions of Las Vegas)
- 1975 : Petrocelli (saison 1, épisode 20 : Four the Hard Way) : Clate Dobie
- 1975 : L'aventure est au bout de la route (Movin' On) (saison 2, épisode 13 : Long Way to Nowhere) : Cabe / Cabe Miller
- 1975 et 1977 : Baretta :
  - (saison 2, épisode 03 : On the Road) : Duke
  - (saison 3, épisode 16 : Open Season) : Doc Stockwell
  - (saison 4, épisode 03 : Lyman P. Doffer, Fed) : Harris Stump / Lyman P. Dokker
- 1977 : 200 dollars plus les frais (The Rockford Files) : Thomas Tyler 'T.T.' Flowers
  - (saison 3, épisode 14 : Le Seigneur des abeilles : 1re partie)
  - (saison 3, épisode 15 : Le Seigneur des abeilles : 2e partie)
- 1977 : ABC Weekend Specials (saison, épisode  : The Ransom of Red Chief) : Bill Driscoll
- 1978 : Vegas (saison 1, épisode 05 : Yes, My Darling Daughter) : Hank Jenner